# Herman Groman
Herman Charles Groman (Odebolt, Iowa, 18 d'agost de 1882 - Whitehall, Michigan, 23 de juliol de 1954) va ser un atleta estatunidenc que va córrer a principis del segle XX i que s'especialitzà en els 400 metres.
El 1904 va prendre part en els Jocs Olímpics de Saint Louis, en què va guanyar la medalla de plata en els 400 metres, per darrere Frank Waller i Harry Hillman.

## Millors marques
- 400 metres llisos. 49,9", el 1904